# Schönbach, Görlitz
Schönbach là một đô thị huyện Görlitz, trong bang tự do Sachsen, nước Đức. Đô thị Schönbach, Görlitz có diện tích 9,08 km², dân số thời điểm ngày 31 tháng 12 năm 2006 là 1350 người.